# Domaine de Hirado

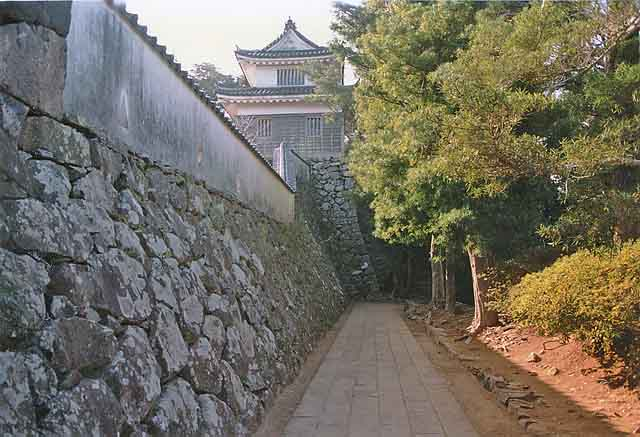
Une yagura (tour) et un mur du château de Hirado.

Le domaine de Hirado (平戸藩, Hirado-han) est un domaine féodal japonais tozama de l'époque d'Edo, aux territoires s'étendant de la partie nord de la province de Hizen jusqu'au large de la province d'Iki. Son quartier général se trouve au château de Hirado, de nos jours ville de Hirado dans l'actuelle préfecture de Nagasaki.

## Histoire
Après la conquête réussie de Kyushu par Hideyoshi Toyotomi, Shigenobu Matsuura, le seigneur de guerre local, reçoit le comté de Hirado et les îles Oki pour domaine. Durant l'invasion japonaise de la Corée (guerre Imjin) (1592-1598), Hirado est une base avancée d'opérations pour les forces japonaises. En 1599, Shigenobu Matsuura construit un château appelé Hinotake-jō sur l'emplacement de l'actuel château de Hirado. En 1613, il met cependant lui-même le feu au château en signe de loyauté envers le shōgun Tokugawa Ieyasu, ayant combattu du côté du vaincu, Toyotomi, durant la bataille de Sekigahara. En retour, il est autorisé à conserver son titre de daimyō du domaine de Hirado sous le shogunat Tokugawa.
L'actuel château de Hirado est construit en 1704 sur ordre de Matsuura Takashi, 5e daimyō du domaine de Hirado, avec l'aide du shogunat pour servir de clé de voûte des défenses maritimes du Japon dans la région de la mer de Chine orientale, maintenant que le pays a mis en œuvre une politique d'isolement nationale (sakoku) contre les marchands et missionnaires occidentaux. Toujours du temps de Matsuura Takashi, un domaine subsidiaire  de 10 000 koku (domaine de Hirado Nitta), est créé pour son jeune frère, Matsuura Masashi. Matsuura Takashi occupe de nombreux postes importants au sein de l'administration du shogunat Tokugawa, dont celui de jisha-bugyō, poste traditionnellement réservé aux seuls fudai daimyo. Mais les dépenses engagées pour reconstruire le château de Hirado amènent la banqueroute du domaine.
Matsuura Kiyoshi, le 9e daimyō, est un commentateur politique et essayiste renommé. Le dernier daimyō, Matsuura Akira, est à la tête de ses forces au sein de l'alliance Satchō pendant la guerre de Boshin de la restauration de Meiji. Il soutient l'empereur Meiji et prend part à la bataille de Toba-Fushimi contre les vestiges des Tokugawa du Ōuetsu Reppan Dōmei, à Morioka et Akita dans le nord du Japon. En avril 1884, il est fait comte dans le nouveau système nobiliaire japonais (kazoku). À partir de 1890, il est membre de la Chambre des pairs du Japon de la Diète du Japon.

## Liste des daimyos
- Clan Matsuura

|    | Nom                           | Dates     | Titre                      | Rang                      | Revenus     |
| -- | ----------------------------- | --------- | -------------------------- | ------------------------- | ----------- |
| 1  | Matsuura Shigenobu (松浦鎮信) | 1587-1600 | Hizen-no-kami              | 4e inférieur (従四位下)   | 63 200 koku |
| 2  | Matsuura Hisanobu (松浦久信)  | 1600-1602 | Hizen-no-kami              | 5e inférieur (従五位下)   | 63 200 koku |
| 3  | Matsura Takanobu (松浦隆信)   | 1603-1637 | Hizen-no-kami              | 5e inférieur (従五位下)   | 63 200 koku |
| 4  | Matsuura Shigenobu (松浦鎮信) | 1637-1689 | Hizen-no-kami              | 5e inférieur (従五位下)   | 61 700 koku |
| 5  | Matsuura Takashi (松浦棟)     | 1689-1713 | Hizen-no-kami, jisha-bugyō | 5e inférieur (従五位下)   | 51 700 koku |
| 6  | Matsuura Atsunobu (松浦篤信)  | 1713-1727 | Hizen-no-kami              | 5e inférieur (従五位下)   | 51 700 koku |
| 7  | Matsuura Arinobu (松浦有信)   | 1727-1728 | Hizen-no-kami              | 5e inférieur (従五位下)   | 51 700 koku |
| 8  | Matsuura Sanenobu (松浦誠信)  | 1728-1775 | Hizen-no-kami              | 5e inférieur (従五位下)   | 51 700 koku |
| 9  | Matsuura Kiyoshi (松浦清)     | 1775-1806 | Iki-no-kami                | 5e inférieur (従五位下)   | 51 700 koku |
| 10 | Matsuura Hiromu (松浦熈)      | 1806-1841 | Hizen-no-kami              | 5e inférieur (従五位下)   | 51 700 koku |
| 11 | Matsuura Terasu (松浦曜)      | 1841-1858 | Iki-no-kami                | 5e inférieur (従五位下)   | 51 700 koku |
| 12 | Matsuura Akira (松浦詮)       | 1858-1871 | Hizen-no-kami              | 2e (正二位), comte (伯爵) | 61 700 koku |